# Nothotalisia
Nothotalisia é um género de plantas com flores pertencentes à família Picramniaceae.
A sua distribuição nativa é do Panamá à Bolívia e no norte do Brasil.
Espécies:
- Nothotalisia cancellata W.W.Thomas
- Nothotalisia peruviana (Standl.) W.W.Thomas
- Nothotalisia piranii W.W.Thomas